# Offiziers-Erkundungsreise
Die Offiziers-Erkundungsreise (auch: Rekognoszierung) war ein insbesondere im 19. und frühen 20. Jahrhundert verbreitetes Mittel der militärischen Aufklärung.

## Durchführung
Bei der Offiziers-Erkundungsreise handelte es sich um eine in allen europäischen und vielen außereuropäischen Staaten bestehende Form der Human Intelligence in der militärischen Aufklärung. Sie war damit der Spionage verwandt, wurde aber anders als diese in militärischen Kreisen allgemein als ehrenhaft angesehen. Sie umfasste Reisen in potenziell gegnerische Durchmarsch- und Operationsgebiete, bei denen Informationen unter anderem zu Verkehrswegen, Geografie, Bodenbeschaffenheit, Festungen, Garnisonen, zur politischen, wirtschaftlichen, gesellschaftlichen und vor allem militärischen Lage gesammelt wurden. Die Erkenntnisse wurden gegenüber den Berichten von Spionen, Diplomaten und Handelsreisenden als wertvoller angesehen, da sie in der Regel mit größerem militärischem Sachverstand unterlegt waren.
Die Offiziere waren dabei in der Regel außer Dienst, etwa im Urlaub, und ohne Uniform unterwegs, häufig mit einer Legende als Zivilist. Offiziers-Erkundungsreisen wurden meist ausdrücklich angeordnet, oft auch mit Geld und Sonderurlaub gefördert, zumindest aber von Vorgesetzten allgemein ermuntert. Gelegentlich unternahmen Offiziere solche Unternehmungen aber auch aus Eigeninitiative oder sogar im Widerspruch zu ausdrücklichen Anweisungen. Ausführende waren meist Angehörige und Mitarbeiter höherer Kommandostrukturen, seltener Offiziere im Truppendienst.
Gelegentlich wurden auch offizielle, dem Gastgeberland bekannte Offiziersreisen zur Rekognoszierung genutzt, in etwa vergleichbar mit der Tätigkeit von Militärattachés.

## Entwicklung in Deutschland
Vor der Reichsgründung im Jahr 1871 spielten sich Rekognoszierungen meist innerhalb der deutschen Länder ab. Später bestand dazu innerhalb des Reiches keine Notwendigkeit mehr. Darüber hinaus erleichterten die verbesserten internationalen Eisenbahnverbindungen Erkundungsreisen in das Ausland und die im Großen Generalstab erstmals gebündelte und professionalisierte nachrichtendienstliche Arbeit ermöglichte eine zentrale Auswertung und Archivierung der gewonnenen Kenntnisse.
Allerdings gab es bald auch Widerstand gegen diese Praxis. In seinen letzten Amtsjahren setzte sich Reichskanzler Otto von Bismarck gegen Rekognoszierungen ein, um Spannungen mit den betroffenen Staaten zu vermeiden. Schließlich erreichte er bei Wilhelm I. in den Jahren 1886/87 ein schrittweises Verbot dieser Praxis. Der neue Generalstabschef Alfred von Schlieffen führte Erkundungsreisen hingegen wieder ein, forderte Offiziere persönlich dazu auf und wurde von Wilhelm II. dabei unterstützt. Dabei standen Polen und Russland im Blickpunkt. Erwogen wurde sogar, durch deutsche Offiziere einen Aufstand in Polen gegen die russische Herrschaft auszulösen.
Angesichts der vor dem Ersten Weltkrieg wachsenden Spannungen zwischen den Großmächten steigerte sich auf deutscher Seite eher noch der Einsatz von Offiziers-Erkundungsreisen. Zugleich trugen enttarnte deutsche Spionageversuche zur weiteren Verschärfung der Lage bei. Erst als zunehmend Erkundungen von Offizieren auf eigene Faust auftraten, dadurch auch angeordnete Unternehmungen gefährdet wurden und oft nur geringwertige Informationen gesammelt wurden, erließ der Generalstab im Jahr 1913 Bestimmungen, die ausdrücklich vor Fehlverhalten im Ausland warnten.

## Gegenmaßnahmen
Von Rekognoszierungen betroffene Staaten versuchten sich mit verschiedenen Mitteln der Spionageabwehr gegen dieses Instrument zur Wehr zu setzen. So konnten im Russischen Kaiserreich ausländische Offiziere, anders als Zivilisten, schon für die Führung eines falschen Namens zu Straflager verurteilt werden. In der Praxis blieb es jedoch meist bei einem geringen Strafmaß oder lediglich der Ausweisung.